# Іоанн Мосх
Іоанн Мосх (грец. Ἰωάννης Μόσχος, c. 550–619; назва з дав.-гр. ὁ τοῦ Μόσχου, трансліт. o tou Moschou, латиніз. (son) of Moschos) — візантійський ченець і письменник-подвижник.

## Біографія
Іоанн народився близько 550 року, ймовірно, в Дамаску. Йому дали епітет «ὁ ἐγκρατής» («Стриманий»). Він жив разом з ченцями в монастирі Св. Феодосія на південний схід від Єрусалима, серед пустельників у долині Йордану та в Новій Лаврі Святого Савви Освяченого поблизу Текоа, на схід від Вифлеєму.
Близько 578 року він разом із Софронієм (згодом патріархом Єрусалиму) відправився до Єгипту і дійшов аж до Великої оази Лівійської пустелі. Після 583 року він прибув на гору Синай і провів близько десяти років у Лаврі Еліотів, потім він відвідав монастирі поблизу Єрусалима та Мертвого моря. У 580-х роках він повернувся до Єгипту, щоб зустрітися з біженцями в той час, коли візантійський вплив на регіон почав слабшати і де кілька монастирів у Ваді Ель-Натрун були зруйновані мазіками, де 3500 ченців, які там жили, були розпорошені в Леванті. У 604 році він відправився в Антіохію, але повернувся до Єгипту в 607 році. Пізніше він відправився на Кіпр і в 614—615 роках до Риму, де і помер у 619 році.
На смертному одрі він просив Софронія поховати його, якщо можливо, на горі Синай або в монастирі святого Феодосія поблизу Єрусалима. Після того як на гору Синай вторглися сарацини, Софроній поховав його у святого Феодосія.
Свято Іоанна Мосха у Східній Православній Церкві припадає на свято Софронія 11 (24) березня.

## Писання

### Духовна галявина
Він є автором однієї з найперших агіологічних праць, яка має назву грецькою «Leimōn pneumatikos» і латиною відомої як «Pratum spirituale» (Духовна галявина), іноді скорочено «Prat. Дух.»,  також цитується як Леймонаріон або як «Новий рай», який він написав у 610-х роках. У ньому він розповідає про свій особистий досвід з багатьма великими подвижниками, яких зустрів під час своїх довгих подорожей, головним чином Палестиною, Синай і Єгиптом, а також Кілікією та Сирією, і повторює повчальні історії, які ці подвижники розповідали йому.
Твір рясніє чудесами і екстатичними видіннями і дає чітке уявлення про практики східного чернецтва, містить важливі дані про релігійний культ і обряди того часу, а також знайомить нас з численними єресями, які загрожували зруйнувати Церкву на Сході.
Його вперше відредагував Фронтон дю Дюк у бібліотеці Auctarium. patrum, II (Париж, 1624), 1057—1159. Краще видання було випущено Котельє в Ecclesiae Graecae Monumenta, II (Париж, 1681), яке передруковано в J.-P. Migne, Patrologia Graeca. LXXXVII, III, 2851–3112. Латинський переклад Амвросія Траверсарі надрукований у Migne, Patrologia Latina, LXXIV, 121—240, і італійська версія, зроблена з латинської мови Траверсарі (Венеція, 1475; Віченцо, 1479).

### Життєпис Іоанна Господаря
Разом із Софронієм Мосх написав житіє Іоанна Милостивого, фрагмент якого зберігся в першому розділі «Vita S. Joanni Eleemosynarii» Леонтія Неапольського під іменем Симеона Метафраста (PG, CXIV, 895—966).

## Подальше читання
- Mihevic-Gabrovec, E. Étudies sur le Syntaxe de Ioannes Moschos, Ljubljana, 1960